# Cyprinella garmani
Cyprinella garmani és una espècie de peix cipriniforme de la família dels ciprínids que es troba al Lago del Muerto (Coahuila de Zaragoza, Mèxic).